# MAGIC (telescópio)

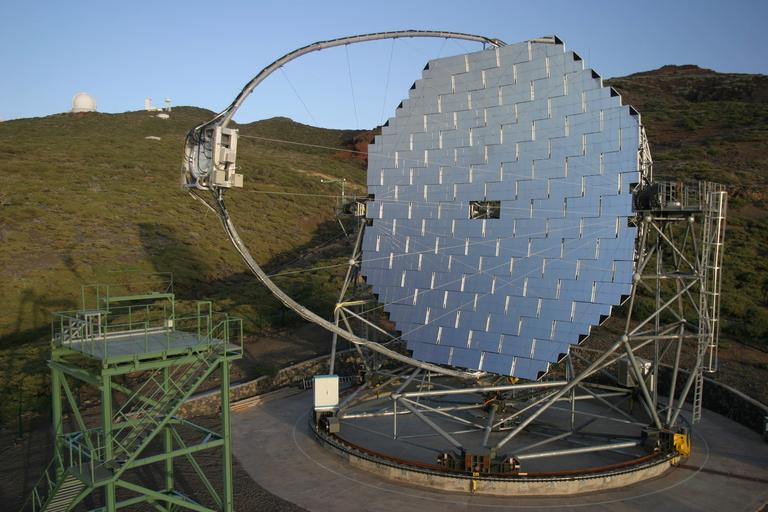
O primeiro telescópio MAGIC

MAGIC (Major Atmospheric Gamma Imaging Cherenkov Telescopes, posteriormente renomeado para MAGIC Florian Goebel Telescopes) é um sistema de dois telescópios Imaging Atmospheric Cherenkov situados no Observatório Roque de los Muchachos em La Palma, uma das Ilhas Canárias, a cerca de 2 200 m acima do mar nível. O MAGIC detecta chuvas de partículas liberadas por raios gama, usando a radiação Cherenkov. Com um diâmetro de 17 metros para a superfície refletora, era o maior do mundo antes da construção do HESS II.
O primeiro telescópio foi construído em 2004 e operou por cinco anos em modo autônomo. Um segundo telescópio MAGIC (MAGIC-II), a uma distância de 85 m do primeiro, começou a coletar dados em julho de 2009. Juntos, eles integram o sistema estereoscópico do telescópio MAGIC. 
O MAGIC é sensível aos raios gama cósmicos com energias de fótons entre 50 GeV (posteriormente reduzido para 25 GeV) e 30 TeV devido ao seu grande espelho; outros telescópios de raios gama baseados em terra normalmente observam energias gama acima de 200-300 GeV. Os detectores baseados em satélite detectam raios gama na faixa de energia de keV até vários GeV.

## Objetivos
Os objetivos do telescópio são detectar e estudar principalmente fótons vindos de:
- Acreção de buracos negros em núcleos galácticos ativos;
- Remanescentes de supernovas, devido ao seu interesse como fontes de raios cósmicos;
- Outras fontes galácticas, como nebulosas de vento pulsar ou binários de raios-X;[5][6]
- Fontes não identificadas de EGRET ou Fermi;
- Explosões de raios gama;
- Aniquilação de matéria escura.